# Club de Deportes La Serena
Club de Deportes La Serena S.A.D.P. este un club de fotbal din La Serena, regiunea Coquimbo, Chile, fondat în 1955.

## Palmares
- Copa Chile (1):1960
- Primera B (3): 1957, 1987, 1996

## Antrenori
| - Alberto Buccicardi (1956–57) - Pedro Areso (1961) - Miguel Mocciola (1962–63) - Dante Pesce (1968) - Caupolicán Peña (1973) - Dante Pesce (1980) - Juan Rodríguez (1983) - José Sulantay (1987–88) - Germán Cornejo (1988) - Alberto Quintano (1988–89) - Luis Santibañez (1989) - José Santos (1990–91) - Pedro García Barros (1993) - Roberto Hernández (1993) - Guillermo Yávar (1994–95) - José Sulantay (1995) - Gustavo Huerta (1996–99) - Dante Pesce (1999) - Iván Castillo (1999) | - Claudio Mendoza (2000) - Hugo Valdivia (2000) - Hugo Solís (2000–01) - Nicola Hadwa (2002) - Miguel Ángel Gamboa (2003) - Jorge Silva (2003–04) - Danilo Chacón (2004) - Miguel Ángel Fullana (2004) - Dagoberto Olivares (2004–05) - Víctor Hugo Castañeda (March 2005–Dec 10) - Fernando Vergara (Jan 2011–May 11) - Miguel Ponce (June 2011–Sept 12) - Marcelo Caro (Oct 2012–Jan 13) - Gonzalo Benavente (Jan 2013–May 13) - Sergio Carmona (June 2013–Nov 13) - Luis Pérez (Nov 2013–Oct 14) - Horacio Rivas (Nov 2014– Jun -2015) - Luis Musrri (Jul 2015 - ) |